# 安延申
安延 申（やすのべ しん、1956年 - ）は、日本の元経済産業省（通商産業省）官僚、2000年に通商産業省を辞職し、大手IT企業３社の社長を歴任後、2016年にビジネスの一線から退き、大学での研究者、業界団体や財団法人の代表を務めている。

## 経歴
岡山県生まれ。1974年に岡山県立総社高校を卒業後、東京大学経済学部に進学。1978年の卒業後は通商産業省（当時）に入省。
1984年には、米国ミシガン大学経済学部大学院にて修士（応用経済学）を取得している。
通商政策局米州大洋州課、大臣官房総務課、大臣官房秘書課、大臣秘書官、通商政策局APEC推進室などを歴任の後、通商産業省（当時、現経済産業省）でIT政策を統括する電子政策課長を最後に2000年７月３１日に退官。その翌日には、朝日、読売、毎日、日本経済と言った全国紙が、課長クラスの退官としては異例の取材記事を掲載するなど「次官候補の退官」として話題になった。現在の霞が関からの「幹部候補の脱出」が話題になった最初でもあり、安延氏の退官がきっかけとなったとも言われている。

### 通商産業省（現経済産業省）在職時代
振り出しが、大臣官房調査統計部ということもあり、官僚人生の最初の頃はエコノミスト的な業務や通商政策（対米交渉、APECばど）が中心であったが、1981年に、当時通信回線の利用開放問題のただ中にあった機械情報産業局（当時）に異動してから、一挙に様相が変わる。通信回線の利用の開放とは、同時にいわゆる付加価値通信（今のインターネットもその一つの形である）をどこまで認めるか・・という今となっては、超前時代的な論争であった。これは「通信とは情報に加工を施さず送り先に届けること」であり、それを前提とした法体系が前提であったが、インターネットはデータを加工して、より高速・大容量のデータを送受信できるようにする技術であるから、当時としては最先端の技術であるが、また、当時の法体系では認められない技術でもあった。この論争の中で当時の郵政省との調整に当たった安延は、いわゆる電子（情報）産業と通信の融合論争を目の当たりにする。それが１５年の後にソフトウェア産業、電子産業の担当課長として舞い戻ってきた安延の行政にあたっての考え方基本となった。それは「この最先端分野は、もはや政府がガイドして誘導する世界ではない。如何に技術革新や創意工夫を損なわないで伸ばすかが最も重要である」というものだった。

### 民間ビジネス時代
通産省退官後は、その直前に務めたIT分野に関わってビジネスの世界に身を投じることになる。退官直後の２年間は、ビジネスに直接関わることを避け、シリコンバレーの中心にある、米スタンフォード大学日本センターの所長を務めながら、カリフォルニア本校でのシニアフェローも兼ねる。そのころを振り返って「当たり前のように大学内での講演会やパーティにスティーブ・ジョブズやラリー・エリソンが登場して、レジェンドが眼前にいる・・と慄いた」と語っている。
そして、２年の後、当時JASDAC公開企業であったウッドランド（株）の社長にスカウトされるや、３年後の2007年には一部上場企業フューチャーシステムコンサルティングとの合併を実現して新会社フューチャーアーキテクトの社長に、更に2年後の2009年には佐川グループのシステム会社であるSGシステム株式会社の社長を兼務することになるが、２社の代表の兼務はさすがに荷が重いとのことで、2011年からはSGシステムの社長に専念することになる。

### 研究者・役員として
2016年にSGシステムの社長を退任後は、一橋大学ビジネススクールの客員教授を務めた後、現在は早稲田大学ビジネススクール非常勤講師、国際大学グローバルコミュニケーションセンター客員上席研究員のほか、複数の企業の社外取締役、顧問などを務める。
2017年には、黒田電気の株主総会において、旧村上ファンド系投資会社レノが会社の意向に反する形で安延を外部取締役とする提案をおこない、可決される異例の事態があった。その後、黒田電気は、投資ファンドKMホールディングスのTOB提案を受け、最終的にはレノもこの提案に賛同して上場廃止となったが、当時のメディア報道やプレスリリースなどでは、安延がレノと黒田電気、KMホールディングスの間の調整に一役買ったとされている。
また、2017年には、全国ソフトウェア協同組合連合会の会長に就任。更に2019年には経済産業省の後輩である松井孝治らと、シンクタンク「創発プラットフォーム」を立ち上げ、代表理事に就任している。
創発プラットフォームは、設立後まだ間もないが、国会と学会を巻き込んだ政策フォーラムや研究会の開催などを行うほか、コロナウイルスの感染拡大に対しては、影響調査や募金、中小企業経営支援プロジェクトを実施するなどの活動を行っている。

## 略歴
- 1974年～1978年：東京大学経済学部
- 1978年：通商産業省（当時）に入省
- 大臣官房調査統計部、国土庁地方振興局、通商産業省機械情報産業局などで勤務
- 1983年～1984年：米国ミシガン大学経済学部（博士課程中退　応用経済学修士）
- 通商産業研究所（現経済産業研究所）、通商政策局米州大洋州課、大臣官房総務課、大臣官房秘書課などの課長補佐
- 1995年：APEC室長として大阪APECの開催に携わる
- 長期貿易保険課長、機械情報産業局情報処理振興課長、同電子政策課長などを歴任
- 2000年7月：通商産業省を辞職
- 2000年 - 2003年：スタンフォード大学日本研究センター研究所長
- 2003年 - 2007年：ウッドランド（株）代表取締役社長
- 2007年 - 2011年：フューチャーアーキテクト（株）代表取締役社長
- 2009年 - 2016年：SGシステム株式会社（株）代表取締役社長
- 2017年～現在：全国ソフトウェア協同組合連合会(JASPA) 会長及び首都圏ソフトウェア協同組合理事長
- 2017年～現在：日本IT団体連盟　副会長
- 2019年～現在：一般財団法人　創発プラットフォーム　代表理事
- このほか複数の大学で非常勤講師等を務める